# Parawithius fiebrigi
Parawithius fiebrigi» es una especie de arácnido del orden Pseudoscorpionida de la familia Withiidae.

## Distribución geográfica
Se encuentra en Paraguay y en Argentina.